# 香港2020
香港2020（英語：Hong Kong 2020）前身為民間策發會，於2013年4月24日由陳方安生成立，為一個香港政治組織，旨在推動香港民主政治制度改革，提供平台收集香港社會對雙普選的意見，再向香港政府提出，並且爭取「真普選」；表明最終方案必須堅守聯合國制定的《公民權利和政治權利國際公約》及《基本法》普及平等原則，期望於同年之內提出政治制度改革方案。

## 成員

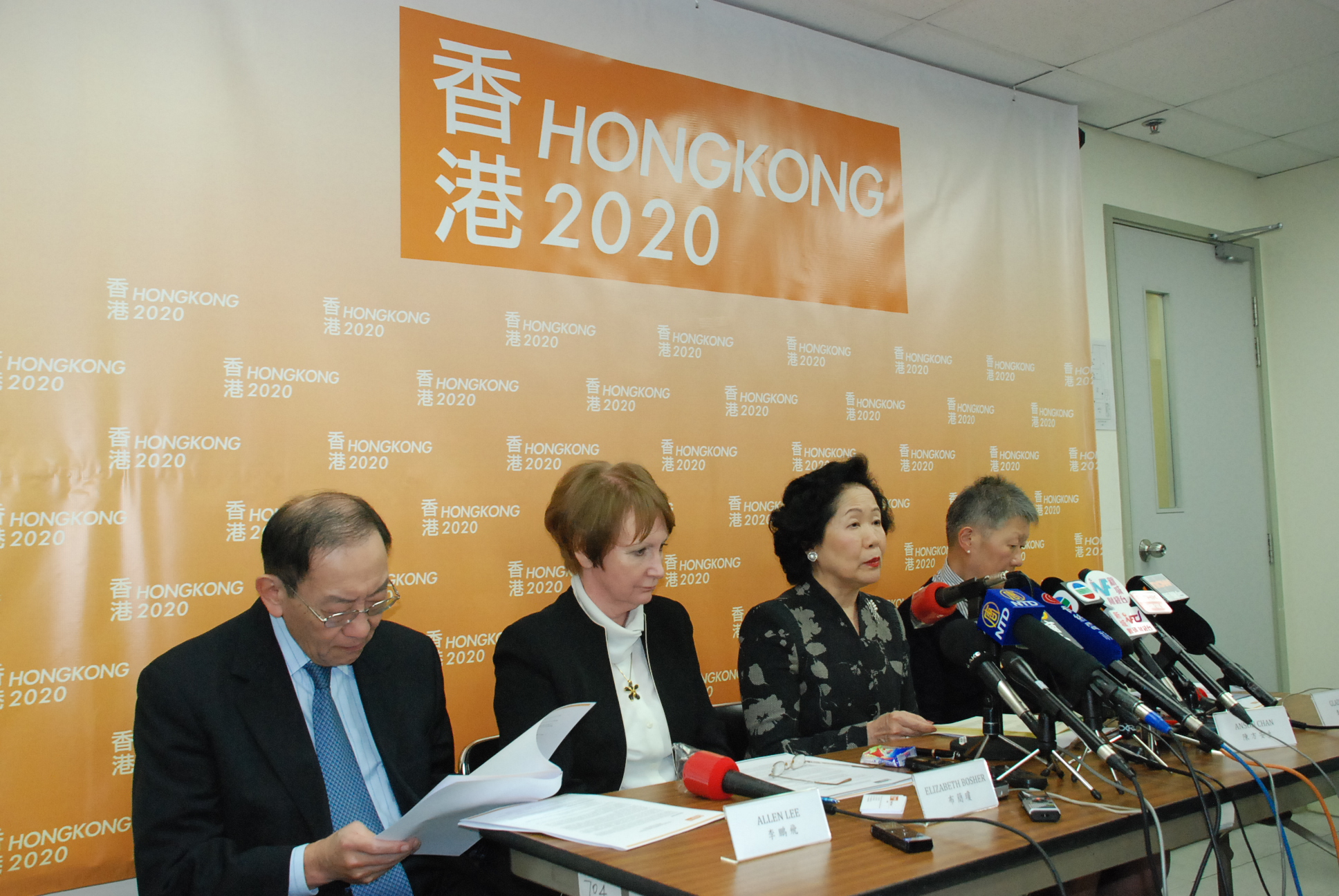
2013年11月，香港2020舉行記者會發表政改立場書。

香港2020成員包括資深大律師李志喜、資深大律師及香港大學法律學院院長陳文敏、前香港立法局議員李鵬飛、前高級官員高德禮和前副憲制事務司布簡瓊等。另外分別由民主黨前香港立法會議員李永達出任研究總監，由公民黨余冠威研究主任及陳鉑霖出任傳訊主任。

## 歷史
2013年4月24日，陳方安生將其於2008年成立的民間策發會改組為香港2020。創辦人陳方安生表示自己一直支持雙普選，惟香港社會仍然未對雙普選有實質的建議及共識，而香港行政長官又無所作為，所以她成立此組織以推動民主發展。她又表示，香港正在處於落實全面雙普選的重要時刻，未來數月對政治制度改革所作出的決定，除了影響時下大眾，亦會影響未來數代香港人。她表示對推動雙普選充滿熱誠，認為只有透過「真普選」，才能夠改善香港的管治及保留香港核心價值。她表示香港2020將會特別著力與商界溝通。
2013年4月25日，陳方安生在香港電台節目訪問時表示，成立香港2020組織是希望聽取商界及年青人對雙普選的意見，又指出行政長官梁振英遲遲未啟動諮詢程序，所以決定需要帶動討論。陳方安生強調政治制度改革諮詢必須公開及透明、包容香港社會上的不同意見，以及真正反映大多數香港人的關注及訴求，最終方案亦必須堅守聯合國制定的《公民權利和政治權利國際公約》及《基本法》普及平等原則，又認為現時的選舉委員會是小圈子，將來的提名委員會必需提升其認受性。陳文敏亦解釋，《公民權利和政治權利國際公約》提及的提名限制必須是客觀合理，例如國籍及年齡，而不應該建基於參選人的政治立場。陳方安生表示，香港2020將會在互聯網及社交網站上收集年青人的意見。又指自己近年在逾100間中學和專上學院發表演講，涉及一國兩制與民主等題目，發現年青人漸漸留意有關議題，而最近反對德育及國民教育科等事件均由年青人發起，表揚他們做得非常好。陳方安生又說，商界的聲音很有影響力，商界不能夠置身事外，因為政治制度改革將會影響香港政府的管治能力、香港社會的狀態及商業營運環境。她說自己接觸的商界人士中，不少對政黨存有戒心，對於為政治制度改革發聲時有所顧忌，是因為生怕與泛民主派關係太過密切，影響其在中國大陸的投資及生意。故此，香港2020將會以非政黨形式聆聽意見。

## 財政
香港2020接受外界捐款，但不會透露資金來源及金額，陳方安生指從未接受來自外國的資金。